# Djeniane Bourzeg
Djeniane Bourzeg là một đô thị thuộc tỉnh Naama, Algérie. Dân số thời điểm năm 2002 là 2.301 người.